# Sigchos (kanton)

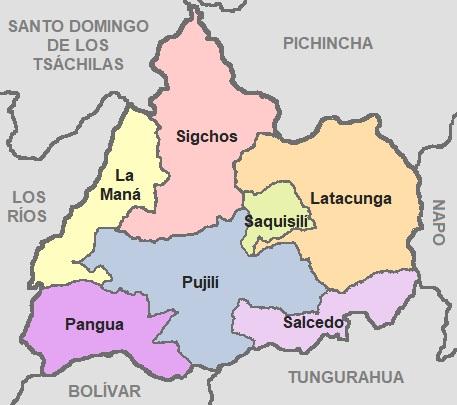
Kantons van de provincie Cotopaxi

Sigchos is een kanton in de provincie Cotopaxi in Ecuador. Het kanton telde 20.722 inwoners in 2001.
Hoofdplaats van het kanton is de gelijknamige parochie (parroquia).